# Clara zu Rhein
Clara zu Rhein (* vor 1395; † 27. November 1455) war Priorin des Basler Klosters Klingental.

## Leben
Clara zu Rhein war die Tochter der Ursula von Halle und des Herrn von Häsingen Fritschmann der Jüngere aus dem Ministerialengeschlecht zu Rhein. Ihre Geschwister waren die Klingentaler Nonne Agnes, Ursula, Äbtissin des Klosters Heiligkreuz bei Colmar, und Friedrich, der 1437 Fürstbischof von Basel wurde. Ihr Vetter Burkhard wurde 1413 erstmals Bürgermeister der Stadt Basel. Clara wurde wie ihre Schwester Agnes Nonne in Klingental und ist dort ab 1430 urkundlich nachweisbar.
Zu Rhein tätigte ab 1439 zahlreiche Geldgeschäfte mit ihrem Bruder, weshalb beiden vorgeworfen wurde, eine «Familienherrschaft» über das Kloster errichtet zu haben. Von 1447 bis 1452 übernahm sie das Amt der Priorin. Dem Kloster stiftete zu Rhein eine wertvolle Monstranz, ein Mess- und Sequenzenbuch sowie Altarbilder. Sie trat 1452 zurück und lebte als Klosterfrau in Klingental. Ihre letztwilligen Verfügungen sind im Jahrzeitenbuch des Klosters überliefert.

## Belege
1. 1 2  Elsanne Gilomen-Schenkel: Clara zu Rhein. In: Historisches Lexikon der Schweiz.  24. Februar 2014.

| Personendaten    | Personendaten                          |
| ---------------- | -------------------------------------- |
| NAME             | Clara zu Rhein                         |
| KURZBESCHREIBUNG | Priorin des Basler Klosters Klingental |
| GEBURTSDATUM     | vor 1395                               |
| STERBEDATUM      | 27. November 1455                      |